# RPMI
RPMI 1640, известная как среда RPMI, представляет собой среду для культивирования клеток, обычно используемую для культивирования клеток млекопитающих. RPMI 1640 была разработан Джорджем Э. Муром, Робертом Э. Гернером и Х. Аддисоном Франклином в 1966 году в Комплексном онкологическом центре Розуэлл-Парк (ранее известном как Мемориальный институт Розуэлл-Парк), откуда он и получил свое название. Модификация среды Маккоя 5А (или RPMI 1630). Первоначально она была разработана для поддержки лимфобластоидных клеток в суспензионных культурах, но также может поддерживать широкий спектр прикрепленных клеток.
Первоначально она была разработана для культивирования лейкозных клеток человека. С годами исходная формула была модифицирована и усовершенствована исследователями и коммерческими поставщиками, чтобы повысить её способность поддерживать рост многих типов клеток. Эта среда содержит большое количество фосфатов, аминокислот и витаминов. В RPMI 1640 используется бикарбонатная буферная система, и для поддержания физиологического pH требуется атмосфера с содержанием CO 2 5-10 %. Обычно среда не содержит белков или факторов роста, поэтому в неё обычно добавляют 10 % фетальной бычьей сыворотки. При правильном дополнении сывороткой или при адекватной замене сыворотки RPMI 1640 позволяет культивировать многие типы клеток, особенно человеческие лимфоциты, клетки Jurkat, клетки HeLa, клетки костного мозга, гибридомы и карциномы.

## Состав
Существует множество различных составов. Обычно один литр RPMI 1640 содержит:
- Глюкоза (2 г)
- Индикатор pH (феноловый красный, 5 мг)
- Соли (6 г натрия хлорида, 2 г бикарбоната натрия, 1,512 г динатрийфосфата, 400 мг калия хлорида, 100 мг сульфата магния и 100 мг нитрата кальция)
- Аминокислоты (300 мг глутамина; 200 мг аргинина; 50 по мг каждого аспарагина, цистина, лейцина и изолейцина; 40 мг лизина гидрохлорида; 30 мг серина; 20 по мг аспарагиновой кислоты, глутаминовой кислоты, гидроксипролина, пролина, треонина, тирозина и валина; 15 по мг каждого гистидина, метионина и фенилаланина; 10 мг глицин; 5 мг триптофана; и 1 мг восстановленного глутатиона)
- Витамины (35 мг i -инозитол; 3 мг холина хлорида; 1 по мг пара -аминобензойной кислоты, фолиевой кислоты, никотинамида, гидрохлорида пиридоксина и гидрохлорида тиамина; 0,25 пантотенат кальция мг; 0,2 биотин и рибофлавин по мг каждого; и 0,005 мг цианокобаламина)

## Рекомендации
1. ↑  Handbook of Media for Clinical Microbiology. — 2nd. — Boca Raton, Florida : CRC Press, 2006. — P. 427.
2. 1 2  G. E. Moore. Culture of normal human leukocytes // JAMA: The Journal of the American Medical Association. — 1967-02-20. — Т. 199, вып. 8. — С. 519–524. — doi:10.1001/jama.199.8.519.